# Castiglione di Garfagnana
Castiglione di Garfagnana és un comune (municipi) de la província de Lucca, a la regió italiana de la Toscana. L'1 de gener de 2018, la seva població era de 1.877 habitants.
Limita amb els municipis de Frassinoro (MO), Pieve Fosciana, Pievepelago (MO), Villa Collemandina i Villa Minozzo (RE).
Forma part d'Els pobles més bonics d'Itàlia,associació que té per objectiu preservar i conservar pobles amb patrimoni històric.

## Evolució demogràfica
| Gràfica d'evolució demogràfica de Castiglione di Garfagnana entre 1861 i |
|                                                                          |
| Font: ISTAT - Elaboració gràfica de Viquipèdia                           |